# Hitnal, Koppal
Hitnal là một làng thuộc tehsil Koppal, huyện Koppal, bang Karnataka, Ấn Độ.